# 미하일 살티코프셰드린

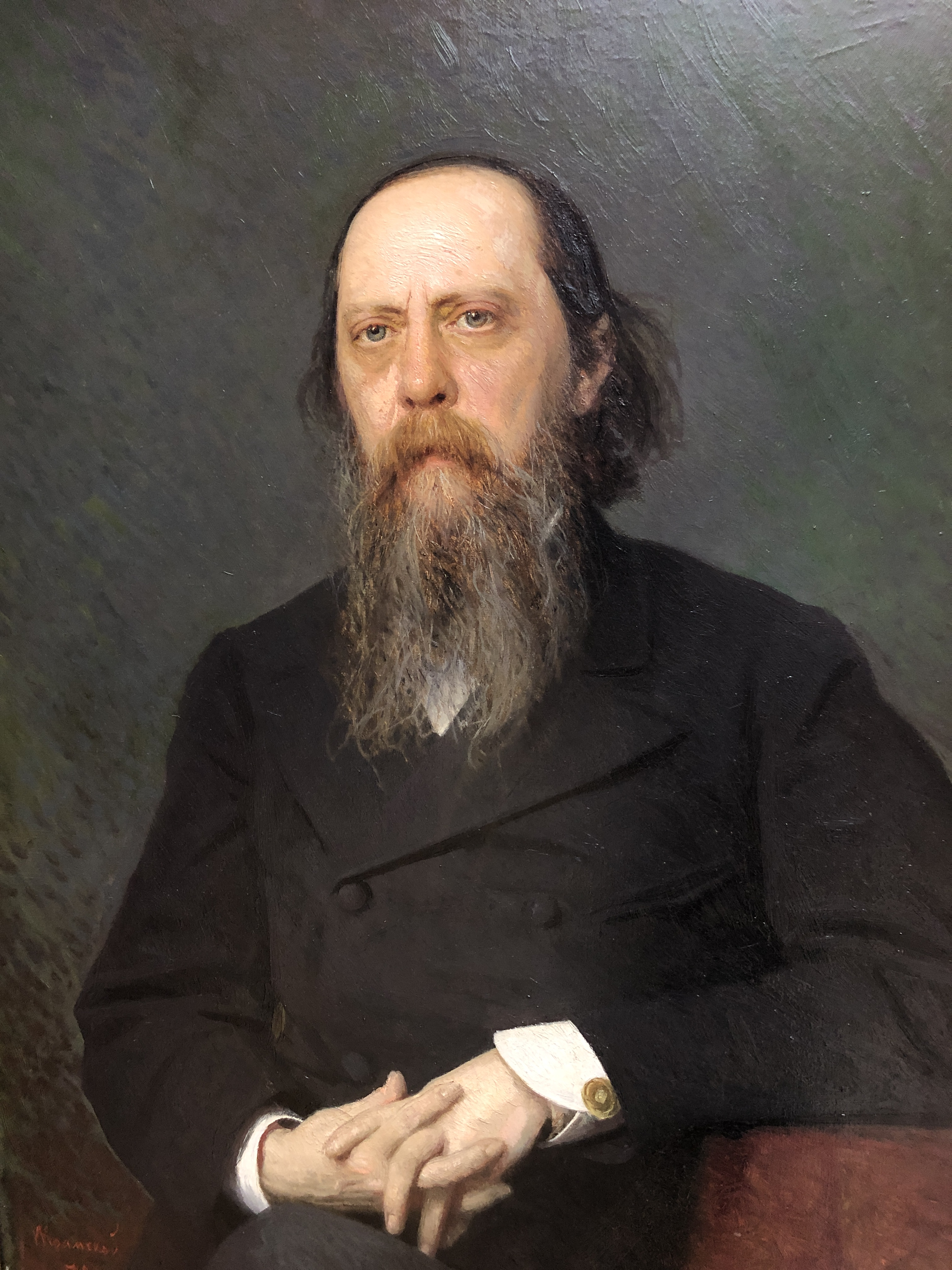
Салтыков-Щедрин

미하일 예프그라포비치 살티코프셰드린(러시아어: Михаил Евграфович Салтыков-Щедрин, 문화어: 미하일 예브그라포위츠 쌀띄꼬브-쒜드린, 1826년 1월 27일 ~ 1889년 5월 10일)는 러시아의 작가이다. 셰드린(러시아어: Щедрин, 문화어: 쒜드린)은 필명이며, 본명은 살티코프이다.
툴라주의 유서깊은 귀족 가문에서 태어났다. 1844년 귀족유년학교를 졸업, 관계 (官界) 에 투신했다. 이 동안 그의 세계관은 주로 프랑스의 공상적 사회주의자의 영향하에 형성되어갔다.
초기의 중편 〈모순〉(1847년), 〈얽힌 사건〉(1848년) 이 물의를 일으켜 최북단의 마을 뱌트카로 유배되고 (1848년) 약 7년간 그곳에서 유형지에서의 관찰을 바탕으로 관헌의 횡포 및 우매함을 폭로한 《현의 기록》(1856년 ~ 1857년) 이 출세작이다. 1856년 관계에 복귀하여 그 후 착실히 지위를 높이는 한편 〈현대인〉지, 〈조국잡기〉지에서 편집자 겸 진보파의 투사로서 활약했다.
장편 《골로블료프가의 사람들》(1872년 ~ 1876년), 《어떤 마을의 역사》(1869년 ~ 1870년)는 귀족 가정의 퇴폐와 전제정치의 부패상을 통렬히 풍자, 비판한 것으로, 검열의 눈길을 현혹시키기 위해 '이솝어(語)'를 구사한 우화와 함께 그의 대표작이다.